# Nastyona
Nastyona (en coreano: 네스티요나) es una banda de indie rock surcoreana formada en Busan en 2002.

## Miembros

### Yona
La vocalista Yona (nombre de nacimiento: Jang Irang) nació el 23 de marzo de 1982   y es de Corea del Sur . Ha sido la vocalista principal, teclista, compositora y letrista desde sus orígenes en 2002 y es el único miembro constante de esta banda. Ella fue la pista que formó el nombre de Yona, el papel en la película Snowpiercer .  

### Miembros anteriores
- Lee Yong Jin (SIYA) es baterista de la banda Leenalchi y miembro de la banda Ondahl con su hermano mayor Lee Ho Jin.
- Yim Tae Hyeok es un cantautor activo de TETE.
- Son Hee Nam es un guitarrista de la banda Asian Chairshot.

## Discografía
| No. | Detalles del Álbum                                          | Listado de pistas |
| --- | ----------------------------------------------------------- | --- |
| 1.  | 《Bye Bye My Sweet Honey》 Publicado: 8 de abril de 2004    | 1. Present 2. Cause You're My Mom 3. Covered 4. Song For My Father 5. Like this (이렇게) 6. If She Finally Comes 7. Secret 8. Good Night My Brother |
| 2.  | 《Nine Moods》 Publicado: 10 de abril de 2007               | 1. Nine Moods (아홉가지 기분) 2. Irreversible (돌이킬 수 없는) 3. Needle (바늘) 4. Maybe The Predetermined Story (어쩌면 처음부터 정해져 있던 이야기) 5. Empty 6. Not Fading, Night (사라지지 않는, 밤) 7. Tete 8. Judith 9. Jordan River (요단강) 10. To My Grandfather 11. In A Dream (꿈속에서) (Feat. Jood From Vivasoul) 12. Until Falling Asleep (잠들 때까지) 13. Hug (포옹)                  |
| 3.  | 《Another Secret》Publicado: 4 de septiembre de 2008        | 1. Another Secret 2. Rumor 3. The Heavy Snow (폭설) 4. Struggle (티격) 5. You Are Also Like Me (너도 나처럼) 6. I Do 7. Boy Meets Girl 8. The Impossible Operation (불가능한 작전) 9. My September 10. Please Stay With Me (내곁에 있어줘) 11. Cat Child (묘아) (Another Ver.) 12. Insommnia (불면증) 13. The Star, To You 17 Years Old (별, 열일곱의 너에게) 14. The Heavy Snow (폭설) (Piano Ver.) |
| 4.  | 《Don't Die》 Publicado: 8 de mayo de 2015                  | 1. Don't Die (죽지마요) |
| 5.  | 《The Perfect Scar.13》 Publicado: 25 de diciembre de 2023  | 1. The Perfect Scar.13 (완벽한 흉터.13) 2. The Perfect Scar.13 (완벽한 흉터.13) (piano ver.) |
| 6.  | 《Iguanaz.11》 Publicado: 23 de febrero de 2024             | 1. Iguanaz.11 2. Iguanaz.11 (piano ver.) |
| 7.  | 《Bama.17》 Publicado: 3 de mayo de 2024                    | 1. Bama.17 (밤아.17) 2. Bama.17 (밤아.17) (piano ver.) |
| 8.  | 《Irang.12》 Publicado: 24 de junio de 2024                 | 1. Irang.12 (이랑.12) |
| 9.  | 《Worst case scenario》 Publicado: 13 de septiembre de 2024 | 1. Worst case scenario |
| 10. | 《THEO》 Publicado: 12 de noviembre de 2024                 | 1. THEO |

## Filmografía
- The EBS space (EBS, 8 de Julio de 2007)[8]